# Kočovce
Kočovce (węg. Kocsóc) – wieś i gmina (obec) w powiecie Nowe Miasto nad Wagiem, w kraju trenczyńskim, w zachodniej Słowacji. Zamieszkuje ją około 1536 osób (dane za 2016 rok).

## Historia
Wieś została wspomniana po raz pierwszy w dokumentach historycznych w 1321. Początkowo składała się z dwóch części: Veľké Kočovce i Malé Kočovce, które w połowie XIX wieku się połączyły. W 1960 przyłączono sąsiednie wsie Beckovská Vieska i Rakoľuby.

## Geografia
Centrum wsi leży na wysokości 183 m n.p.m. Gmina zajmuje powierzchnię 15,319 km².

## Zasoby genealogiczne
Zapisy badań genealogicznych przechowywane są w archiwum państwowym „Statny Archiv w Bratysławie, na Słowacji”.
- zapisy kościoła rzymskokatolickiego (urodzenia/małżeństwa/zgony) w parafii B
- zapisy kościoła luterańskiego (urodzenia/małżeństwa/zgony) w parafii B